# レーザーポインター

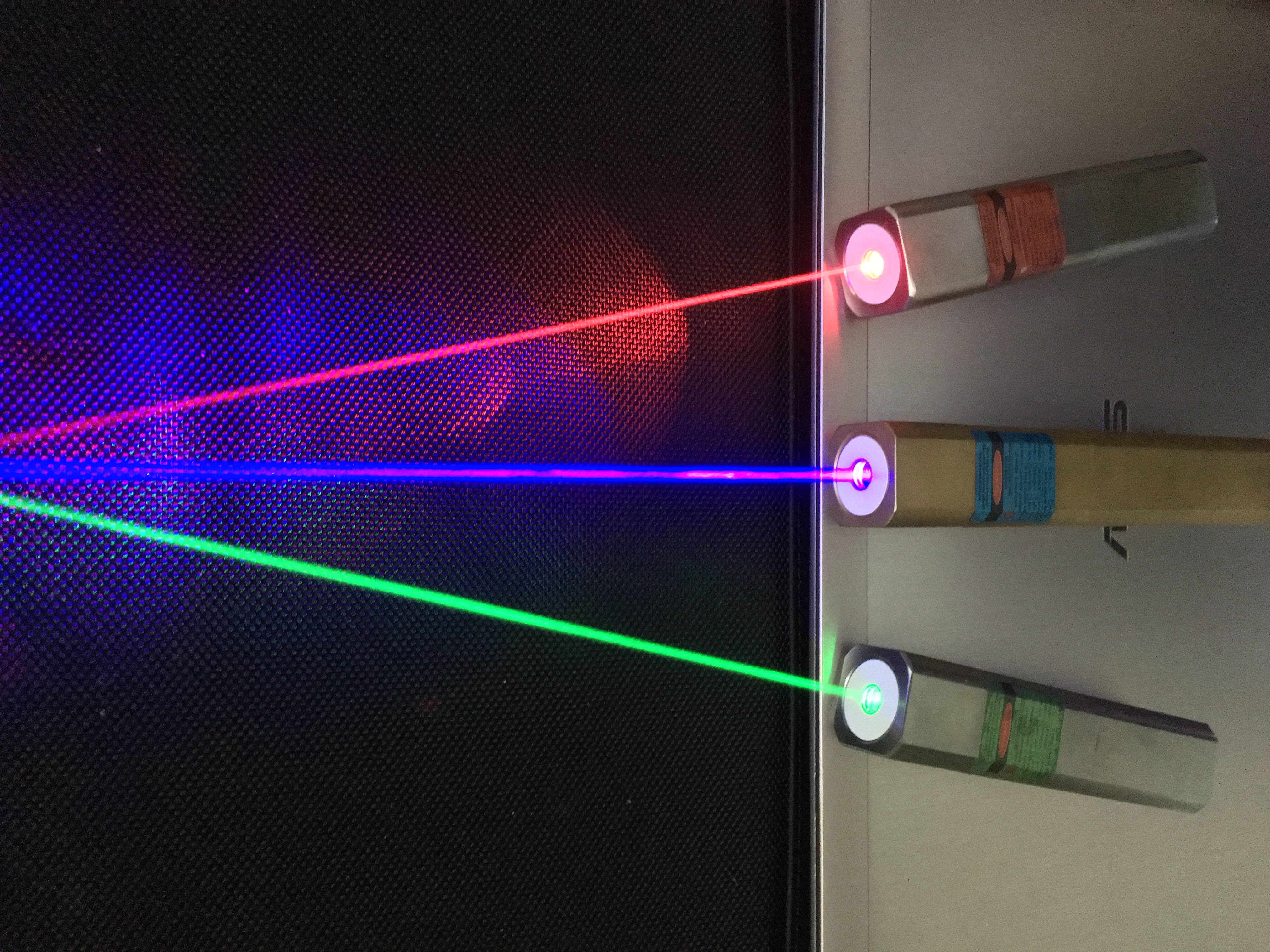
レーザーポインター（赤色、緑色、青色）

レーザーポインター（英語: Laser Pointer）とは、レーザー光線を用いて図などを指し示すなどのために使う道具。レーザー光指示具ともいう。

## 概要
レーザーポインターは、主に半導体レーザーを利用した器具で、現代ではプレゼンテーションや教育の場で、印刷ないし書き示された図表やプロジェクターで表示した映像などの一点を指し示すために利用される。その多くは乾電池および二次電池を電源として動作する道具で、様々な場で利用されている。

### 利点
これらの道具は指し棒などと同じ用途に用いられる場合が多いが、指し棒と比較すると、以下のような様々な利点がある。
暗い場所でも示している場所が分かりやすい
プロジェクターを使ったプレゼンテーションは通常屋内で行われるので適合性が高い。逆に、強い照明の下や直射日光下では、高輝度の製品でないと指している場所はわかりにくいことがある。
指し棒の届かないような遠距離でも指せる
指し棒の場合、物理的な長さがすなわち指示範囲であり、指示者のリーチを考慮しても最大2m程度しか指示できない。さらに、てこの原理により指し棒が長いほど手に重さがかかって操作者にとっては苦痛となる。また長い棒は、ただ長いというだけで使っていない時には邪魔な物となるが、レーザーポインターの場合では、300m先を指示できる製品でも比較的短く、持っていて疲労を感じることはほとんどない。
危険な箇所でも指し示すことができる
非常に高温・低温なものや回転しているものなど手や差し棒で直接触れられないものでも指し示すことができる。
軽くて扱いやすい
かつてはHe-Neレーザーを使用していたため大きくて重く、AC100V電源を主に利用していたが、1990年代後半から半導体レーザー素子の高輝度化・低消費電力化・長寿命化・低価格化に伴い、乾電池で動作する実用性の高い製品が登場し主流になっている。なおボタン型電池と組み合わせるとさらなる小型化が実現できるが、2001年に施行された法律によりボタン型電池は使用禁止となり、一定以上の大きさになるよう制限されている。
特に手元の小さな動作で広範囲を、距離を気にせず指し示せることから、取り扱いが容易であるとされ、急速に普及している。消費者の安全を守るため、現在では国内で販売されているレーザーポインターは光出力等が法律で制限されている。ただしレーザーの特性として、光線の持つエネルギーが収束したまま拡散せずに遠距離まで届くため、正しい使い方（後述）を守る必要がある。

## 光強度とクラス表示
レーザー発振機自体は、クラス値や最大出力値が波長とともに機器に表示されている。クラス値や最大出力値によって光強度が、波長によってレーザー光の色がそれぞれ判断できる。日本国内ではレーザー製品や関連部品は日本産業規格（通称JIS）により、レーザー光線の光強度（最大出力）によって次の各クラスに分類されている。
クラス1
概ね0.2mW（単位：ミリワット）前後の出力。100秒間瞬きせずに直視しても問題無いとされる。光線の波長によって出力制限が異なる。後述のPSCマーク認定レーザーポインター、主に玩具用。
クラス2
1mW未満の出力。0.25秒間未満の直視は問題無いとされる。PSCマーク認定レーザーポインター、主にプレゼンテーション用。
2001年以降これより上の出力を持つレーザーポインター（正確には電池駆動の携帯用レーザー応用装置）の製造販売、及び輸入販売は法律で禁止されている。
クラス3A
法規制以前に販売されていたレーザーポインターやレーザーマーカーなど。直視してしまっても瞬きなどで回避できる場合がある。望遠鏡などで直視した場合は目に致命的な損傷を与える。
クラス3B
500mW以下の出力。光学ドライブのレーザーがこれにあたる。光線の直視はいかなる場合でも避けなければいけない。
クラス4
クラス3Bを越える出力。直視だけではなく、拡散反射でも目に悪影響を与え、やけどなどの皮膚障害を起こす。温度上昇により照射部分が発火することもある。レーザーショー向け。

### 各クラスと出力の詳細
クラス1～2であれば、レーザーポインターから目標までの軌跡は通常の大気中では全く見えない。本ページ最上部の写真の製品のように軌跡が大気中で見える製品はクラス3A以上の可能性が高く、そのような製品は日本国内での製造販売、及び輸入販売は禁止されている。
分類の基準はJISと海外の基準では若干異なる。従ってJIS規格に準拠していない外国製品の場合は同一のクラスであっても光強度が異なる場合がある。日本の法規制（後述）はJIS規格に基づいており、ANSIなど、海外規格表示のままでは国内での販売を許可されていない。

## 発光色

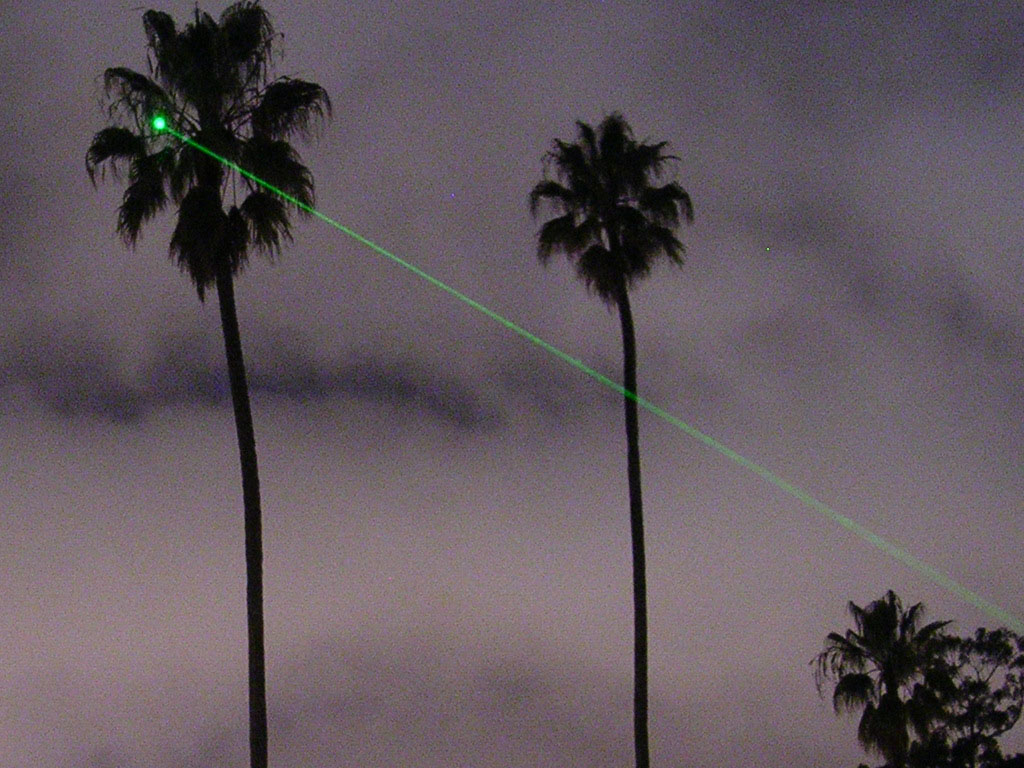
ヤシの木に向けられたレーザー光線

いわゆる「色」は光線の波長によって識別されているが、これはレーザー光においても例外ではなく、このためレーザーポインターの規格として波長が記載されている場合は、その値から「何色のレーザー光か」を知ることが出来る。単位は主に「nm」（ナノメートル）で示される。
635～690nm
レーザーポインターのうち、製造しやすさもあって標準的に普及しているのは赤色レーザーポインターで、波長はおおよそ635～690nmである。なお、この付近の波長では波長が長くなると赤外線（700nm以上）に差し掛かり、短波長側ほど視感度が高い。輝度が向上し明るい映像が得られるプロジェクターではレーザーポインターの光点との輝度差が狭まり、クラス2でも650～690nmの製品では認識しにくい場合があるため、より認識されやすい635nm製品が適切となる。製造しやすさの面では650～690nmの半導体レーザー素子のほうが安価に製造できるため、玩具用ないし廉価版製品では同波長帯域のものが主流である。
532nm
緑色レーザーポインターは、視認性の高さから利用される。レーザーポインターとして一般に利用される製品では法的な出力制限もあるため、同出力でもより「見易い」色のほうが理にかなっているためである。また、外科手術における利用や、先天色覚異常者による視認に関しても赤色レーザーよりも緑色レーザーの方が発見しやすいという意見がある。緑色レーザーポインターではDPSS（ダイオード励起固体レーザー）方式の製品が低価格化し普及しているが、光学機器としての部品点数が多く、また電子回路も複雑なため、一般的に赤色レーザーポインターよりも高価な傾向がある。製品グレード（価格帯）により出力安定性や落下時の耐衝撃性に違いがある。特に温度特性が赤色レーザーポインターよりもシビアなので、数百秒以上照射が持続できない製品が低価格品に散見され、長時間照射不可と明記している製品も存在する。
これ以外には、需要に応じて青色・黄色・赤外線などのレーザーポインターも存在するが、余り一般的とはいえない。

## レーザーポインターを規制する日本の法律、現状
半導体レーザー素子の量産により小型赤色レーザーポインターが普及してきた頃に、一部の悪質な業者が使い方を誤ると危険な高出力の製品を低価格で大量に玩具市場に流したため、子供が事故を起こすケースが各地で発生した。
こうした製品は子供の片手に収まるほど小型なのであるが、通商産業省製品評価技術センター（現独立行政法人製品評価技術基盤機構）が調査したところサンプルの多くがクラス3A～3B相当の出力を持ち、危険な器具とみなされた。
また、販売されている製品の中には実際の光出力と表示の不一致も見られた。こういった事態を改善するため、経済産業省は消費生活用製品安全法の特別特定製品にレーザーポインター等電池駆動の携帯用レーザー応用装置を追加した改正案を国会に提出し、2001年に施行された。

### 消費生活用製品安全法による規制内容
- 全長：8cm以上
- 重量（電池含）：40g以上
- 最大出力：1mW未満（JIS C6802規格 クラス1～2）、玩具用はクラス1のみ可。
- 電池の種類：単3、単4、単5形のいずれかのみ（ボタン型電池は不可）
- 電池の数：2個以上
- 出力安定回路の搭載
- スイッチ：手を離すと発光がオフになること
- 通電状態が確認できる機構の搭載
- 第三者検査機関による適合性検査にパスし、PSCマークと第三者検査機関名を表示すること
- 製造、輸入事業者は届け出ること
- 届出事業者、販売事業者名を表示すること
- クラス値や最大出力値、波長の表示
- レーザー光線を直視しない、人に向けない旨の日本語による注意表記（外国語表記は不可）
- その他：秘匿性の高い形状（手中に収まる・ほかの文具に偽装等）は不可。たとえば普通のボールペンと見分けがつかないようなものは不可。

この消費生活用製品安全法改正以降、レーザーポインターやレーザー関連機器（電池駆動の携帯用レーザー応用装置）については、日本国内において光強度が1mW以上（JIS規格クラス3A～4）の製品の製造販売や輸入販売が禁止された。クラス1～2の製品についても同法で定めた基準を満たした上で、事業者自らが検査・確認の上、更に国が認定する第三者検査機関による適合性検査を受け、合格した製品にPSCマーク（消費者の生命や身体の安全を守ることを目的とした国による安全規制を満たしている事を証明するマーク・菱形の中にPSCの3文字がある）を表示しないと製造販売や輸入販売ができなくなった。
適合性検査により、PSCマークを表示した製品についてはクラス表示と実際の光出力が一致することとなり、表示されている光出力よりも強い光線が照射される製品は街角にある販売店からほぼ消えることとなった。さらに消費生活用製品安全法に違反する行為を犯した業者には罰則が科されることとなった。
輸入・製造・販売に関して消費生活用製品安全法で規制されるのは完成品のレーザーポインターやレーザー関連機器、正確には電池駆動の携帯用レーザー応用装置に対してであり、未完成品や部品は対象外である。AC電源や外部電源で動作する完成品も同様に対象外である。
上記の内容は、消費生活用製品安全法に基づく特定製品の技術上の基準に関する省令が一部改正され、2010年12月27日より施行されたため、変更されている。例えば、以下の項目は削除されている。
- 重量（電池含）：40g以上
- 電池の種類：単3、単4、単5形のいずれかのみ（ボタン型電池は不可）
- 電池の数：2個以上

詳細は下記サイトを参照のこと。アーカイブコピー - ウェイバックマシン

### 2001年規制以降
消費生活用製品安全法の改正によって、以前見られた片手に収まるほど超小型の製品や、大人でも取り扱いが難しいクラス3A以上の製品が排除され、適切に取り扱えば安全性を十分に確保できる製品が入手できるようになった。しかし法制度がすべての取引方法をカバーしていないので違法な製品が一部の市場において流通しているケースが依然として残っている。ショッピングサイトやオークションサイトでの出品監視も不十分で、明らかに違法な製品が見かけられる。さらに、個人輸入や半完成品など法律の隙間を突いた方法で極端に出力の高い製品や関連部品を販売している悪質な業者も出現した。
今日では半導体レーザー製造技術の進歩に伴い、以前よりも光出力が格段に大きい製品（数十mW～800mW）が比較的低価格で製造可能となっており、これらを利用した事故や事件の発生が懸念される。合法な製品と非合法な製品の形状は同一であるか、あるいはほぼ同一であるため、すべての一般消費者にその違いを識別することを求めるのは困難であり、認可された者以外はクラス3A以上のレーザー応用装置や関連部品の輸入、販売、所有を禁止するなど法律のさらなる改正が要請されている。
2009年に消費者庁が創設され、これまでは経済産業省の管轄であった携帯用レーザー応用装置を対象とした消費生活用製品安全法に関して、重大事故情報公開・公表制度を消費者庁に移管し、安全基準の策定にあたり協議を受けることとなるように検討されている。

### 相次ぐ照射事件
普天間飛行場での航空機レーザー照射事件以降、日本国内で同様の事件が発生している事が明らかになった。日本の在日米軍・自衛隊航空機への照射が8都道府県であり、民間航空機に向けての照射が150件以上（報告が任意であった為、未報告件がさらにあると見られている）、運行中の新幹線に対する照射が発生している。
これらの問題に対処する為、出力制限超過のレーザーを所持・使用規制を、法律に盛り込む等の対応が検討されている。

### 航空法
2016年12月21日施行の改正航空法により、航空交通管制圏、航空交通情報圏または航空交通管制区内の特別管制空域を飛行中の航空機に向けてレーザー光を照射することが禁止され違反者は処罰される。

## 製品のバリエーション
以下に示すのは、レーザーポインターとして市場に見られる製品群である。通常、レーザーポインターは小さな光の点を離れたところに表示する器具であるが、普及に伴い単なる点を表示する製品に加えて、多種多様な製品が登場している。
パソコンとの連携性を重視したタイプ
パソコンとプロジェクターを使ったプレゼンテーションで威力を発揮する。ページ送りやマウス操作の代わりにレーザーポインター上のボタン等を使うことでパソコンをリモートコントロールできる。プレゼンテーションソフトウェアのMicrosoft PowerPointとの連携性から、ページ送りボタンとレーザー照射ボタンのみの小型製品もある。電波を用いたワイヤレスタイプが一般的で、パソコンにUSBレシーバを接続するだけなので出先のパソコンでも対応可能である。USBレシーバにフラッシュメモリを統合した製品はプレゼン資料のファイルを同時に持ち運べて便利である。一部の製品はUSBレシーバを本体に格納できる。
照射形状可変タイプ
照射形状を変化させる機構として振動する2枚の直行した小型ミラーを利用する製品と、回折格子や単純なスリットを利用する製品の2種類に大別される。前者は線や楕円などの形状を照射でき、光学的なロスが少なく輪郭ににじみが発生しにくいので、クラス2でも十分明るく遠くからでも認識しやすいため大会場でのプレゼンテーションにも適している。内蔵するミラーの動きを電子回路でコントロールしているので、スイッチにより瞬時に照射形状を変更可能で簡単に操作できる。後者はさまざまな形状を照射できる可能性があるが、法規制の範囲内では光量が不足したり、輪郭ににじみが発生したりして実用面で不利である。ロゴやハートマークなどの図形表示についても回折格子や単純なスリットを利用することで可能となり、海外では主にクラス3A以上で製品化されているが、法律で認められるクラス2までのレーザー出力では光量不足となりがちで照射された図形が明瞭になりにくく、日本国内ではあまり製品化されていない。先端部の回転や、キャップ交換で照射形状を変化させられる製品が多い。なお前者は動作時に振動するので外部から判別可能である。
このほか、多機能化の一環として、他の既存製品に組み込んだものもみられる。
リモコンとの一体型
プロジェクター用リモコンにレーザーポインターをプロジェクターの付属品ないし別売の機能性リモコンとして取り入れている製品が見られる。ただ、この種の製品には他の製品と併用しないで済むという利点がある一方で、前述の多機能化した製品と比較して選択肢が少ないという面も見られる。
筆記用具との一体型
持ち歩きに便利であるが、日本では法規制によりボタン型電池を採用できなくなったため製品が大きく、重くなる欠点があり、日本国内では2001年以降ほとんど普及していない。
携帯電話や腕時計との一体型
これらはボタン電池利用が規制されていない地域の製品でみかけられる。日本国内では電池の種類制限などによりいずれも輸入・販売が禁止されている。

## 関連事象
レーザーポインターが登場して以降、これを使った悪戯や事件なども起こっており、社会問題となっている。
コンサート
出演者に向けて照射される事件は世界中でたびたび起こっている。例えば2006年に松田聖子に向けられたケースがある。
プロ野球
1997年のプロ野球シーズンで、8月に行われた大阪ドーム球場での試合中、ヤクルトスワローズの選手だった吉井理人投手の目の付近にレーザーが当てられるという事件が発生。吉井投手本人は当てられたと証言し、映像でも確認された。この事件によりレーザーポインターの存在とその問題点を広く世間に知らしめることになった。また、翌年1998年5月には、阪神タイガースの選手だった川尻哲郎投手にも、阪神甲子園球場での試合後のインタビューの際に顔にレーザーが当てられ、その様子がTVで中継されるという事態まで生んだ。悪戯か妨害かその目的は不明のまま、結局犯人も分からずにいる。
サッカー
フーリガンなどマナーの悪いファンの存在とあわせ、問題視されている。2008年9月、バーレーン・マナーマで行なわれたFIFAワールドカップアジア最終予選「バーレーン対日本」で複数の日本選手から「観客からレーザーポインターによる妨害を受けた」と告げられた審判は問題が発生していることを認識しながら特に何も対処しなかった。また同月にクウェートで行なわれたアジアチャンピオンズリーグ準々決勝「アル・カーディシーヤ対浦和レッドダイヤモンズ」においても浦和選手がレーザーによる妨害を受けたと証言している。
2011年3月に天津市で行われたアジアチャンピオンズリーググループリーグ第2節天津泰達対ガンバ大阪においてもGK藤ヶ谷陽介に対しレーザーが当てられ試合が中断したりするなどガンバ大阪の選手が被害を受けた。また、試合終了後もMF遠藤保仁を狙っている映像がTV中継で映っていた。（遠藤のユニフォームに長時間緑色の光線が移動しながら映っている。）
2012年9月22日に味の素スタジアムで行われたJ1第26節、FC東京対川崎フロンターレ（多摩川クラシコ）においても試合前のウォーミングアップ中に、中学生がFC東京側応援席から川崎側ビジター応援席に向けてレーザーポインターを使用していた。試合後、川崎の一部サポーターは試合中もレーザー光線を向けられたとして強く抗議した。
クラス3B～4製品が使用された場合、選手に危険を及ぼす可能性がある。
競馬
競馬において、競走馬の順位を操作しようと目論んだ観客が、競走馬を狙ってレーザーポインターを使用する危惧がある。オウム真理教が実際に行ったことがある（失敗）。ギャンブルにも絡み、公平性維持の観点から問題視されている。可視光レーザーのみならず赤外線・紫外線レーザーについても同様である。
航空機
航空機ではレーザー誘導によるミサイルでの撃墜の危険を回避するため、レーザー照射を検出するセンサー（ミサイル警報装置）を備える場合があり、こと2000年代ではテロの危険性から一般の航空機にも同種センサーを備える機体も存在する。この機体に向けレーザーを照射すると機体運行側に警告が発せられるが、これを逆手に取ってアメリカやバーレーンやオーストラリアなどでは離陸中ないし飛行中の航空機にレーザーを照射し警告を発報させる事件も発生している。また、2008年にはシドニーの飛行場でパイロットの顔に向けたレーザー照射で一時的に視力障害が発生、こちらは規制が議論されている兵器における「目晦ましレーザー兵器」に絡んで、更にはテロリストによる悪用を防ぐ観点から、一般への流通が規制されており、同事件を受けては販売店や家庭からの一掃キャンペーンが展開されている。
2017年7月、ドイツハンブルク市内で開催されたG20首脳会議開催中には、上空を飛行していた警察のヘリコプターにレーザーポインターの光が照射され、パイロットが目を負傷した。
新幹線
運行中の山陽新幹線こだま (列車)の運転席に向けレーザーが照射されていたことが取材で明らかになった。
公共交通
路線バスにレーザーポインターを照射したとして大阪府の無職男性を逮捕。家宅捜査で国内の基準の約1千倍の強力なレーザーポインターを所持して居る事が発覚。

誤射
逆のケースではあるが、アメリカではこれらレーザーポインターが拳銃などの照準器（狙いを定めるための装置）にも利用されるため、暗闇で照射された人が拳銃強盗に撃たれると思い、防衛のために持っていた拳銃で照射元に向かって発砲、レーザーポインター（レーザーサイト）で悪戯していた人に弾が当たるという事件が起こっている。
テロ
2009年、南極海において、シーシェパードが携帯型グリーンレーザーを用いて日本の調査捕鯨中の船舶に妨害行為を行った。調査捕鯨船は放水と長距離音響発生装置 (LRAD) で対応している。
2015年12月、沖縄県宜野湾市の普天間基地所属の航空機に対し飛行中にレーザーを照射した男性を逮捕。
なお日本では違法品販売に関する検挙や経済産業省による指導も継続されており、2002年には高知の通販業者が違法なレーザーポインターを販売したとして逮捕され、2007年には大阪市の雑貨輸入販売会社社長がオークションでPSCマークのない製品を販売して逮捕されている。2008年には埼玉県三郷市と大阪市の業者が取り扱う非合法の拳銃型レーザー玩具などの回収を経済産業省が指示した。経済産業省により他の業者も同様な製品を販売していると報告されている。2010年1月には、インターネットで安全基準に満たないレーザーポインターを多数販売していたとして、大阪市内の輸入雑貨販売業者が逮捕されている。